# دهان کوکلان
دهان کوکلان (به لاتین: Dahan-e Koklan) یک منطقهٔ مسکونی در افغانستان است که در ولایت بادغیس واقع شده‌است.